# Tarazá
Tarazá ist eine Gemeinde (municipio) im Departamento Antioquia in Kolumbien.

## Geographie
Tarazá liegt in Antioquia, in der Subregion Bajo Cauca, auf einer Höhe von 125 m ü. NN, 222 km von Medellín entfernt. Die Gemeinde grenzt im Norden an Cáceres sowie an Montelíbano und San José de Uré im Departamento de Córdoba, im Osten an Cáceres, im Süden an Valdivia, Ituango und Anorí und im Westen an Puerto Libertador in Córdoba.

## Bevölkerung
Die Gemeinde Tarazá hat 28.868 Einwohner, von denen 14.687 im städtischen Teil (cabecera municipal) der Gemeinde leben (Stand: 2022).

## Geschichte
Tarazá entstand ab 1953 am gleichnamigen Fluss und gehörte zunächst zu Cáceres. Seit 1979 hat Tarazá den Status einer Gemeinde.

## Wirtschaft
Die wichtigsten Wirtschaftszweige von Tarazá sind Landwirtschaft (Bananen, Kakao, Naturkautschuk, Maniok und Reis), Rinderproduktion, Teichwirtschaft, Goldgewinnung und Handel.